# Pseudotachidius brevisetosus
Pseudotachidius brevisetosus är en kräftdjursart som beskrevs av Paul A. Montagna 1980. Pseudotachidius brevisetosus ingår i släktet Pseudotachidius och familjen Thalestridae. Inga underarter finns listade i Catalogue of Life.